# World Discoverer
World Discoverer — семипалубное малое круизное судно ледового класса 1A для совершения круизов в полярных регионах, среди усеянных островами архипелагов и в устьях больших рек. Построено на верфи «Schichau-Unterweser» в Бремерхафене в ФРГ и передано заказчику в 1975 году. Выбросилось на мель у Соломоновых Островов, избегая затопления, 30 апреля 2000 года.

## История судна
Киль судна под строительным номером 2250 был заложен на западногерманской верфи «Schichau-Unterweser», которая являлась и автором проекта, в 1973 году. Проектом предусматривалась постройка малого круизного судна, способного пройти узости и имело ледовый класс 1A для набиравших популярность путешествий в полярных регионах. Спуск судна состоялся до банкротства заказчика 8 декабря 1973 года под рабочим названием «BEWA Discoverer». В связи с финансовыми проблемами передача судна новому владельцу, «Discoverer Cruises», и под новым названием, «World Discoverer», состоялась с большой задержкой 19 октября 1975 года. Новенькое судно с красным корпусом получило датскую прописку в Копенгагене и было отдано в чартер немецкой «Reederei de Vries & Co» из Гамбурга. В 1976 году судно поставили под «дешёвый» флаг за пределами ЕС сначала в Сингапуре в 1976 году, а с ростом тарифов в Юго-Восточной Азии перерегистрировали в 1990 году в Монровии, поставив судно под либерийский флаг. В сентябре 1985 года под флагом Сингапура «World Discoverer» стал первым пассажирским судном, прошедшим с пассажирами по Северо-Западному проходу c запада на восток (из Нома на Аляске до Галифакса в Новой Шотландии). Судно стало одним из первых, доставивших туристов в Антарктиду, а вместе с «Lindblad Explorer» открыло туристам Амазонку, поднявшись вверх по реке до Икитоса.

### Гибель судна
30 апреля 2000 года в 5 часов утра (UTC) к северу от Хониара, столицы Соломоновых Островов, круизное судно «World Discoverer» наскочило на не обозначенный ранее на карте риф и распороло свой правый борт. Под угрозой затопления капитан направил судно в тихую бухту на мель (Roderick Dhu Bay, остров Нггела Сулэ). Человеческих жертв удалось избежать, однако судно спасти не удалось. В последующие годы круизное судно было разграблено находившимися в состоянии гражданской войны жителями Соломоновых островов, что помешало австралийской фирме осуществить подъём судна. В настоящее время судно является популярным туристическим объектом.
Координаты затонувшего судна: 9°01′23″ ю. ш. 160°07′22″ в. д..

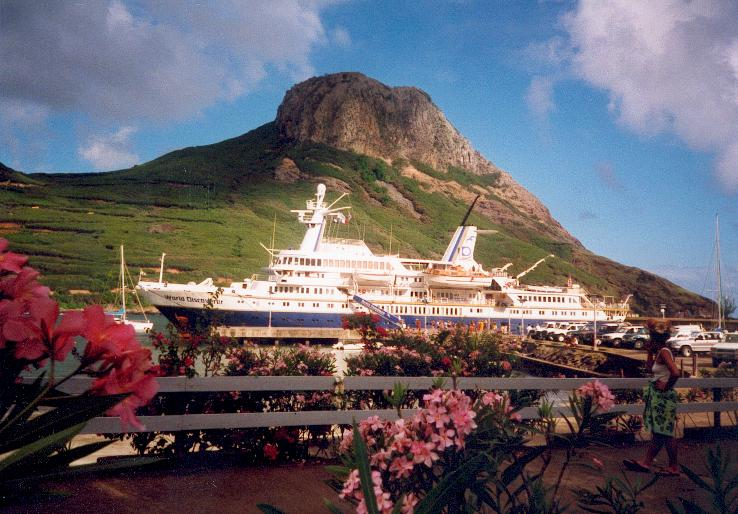
«World Discoverer» у Уа Пу (Маркизские острова)
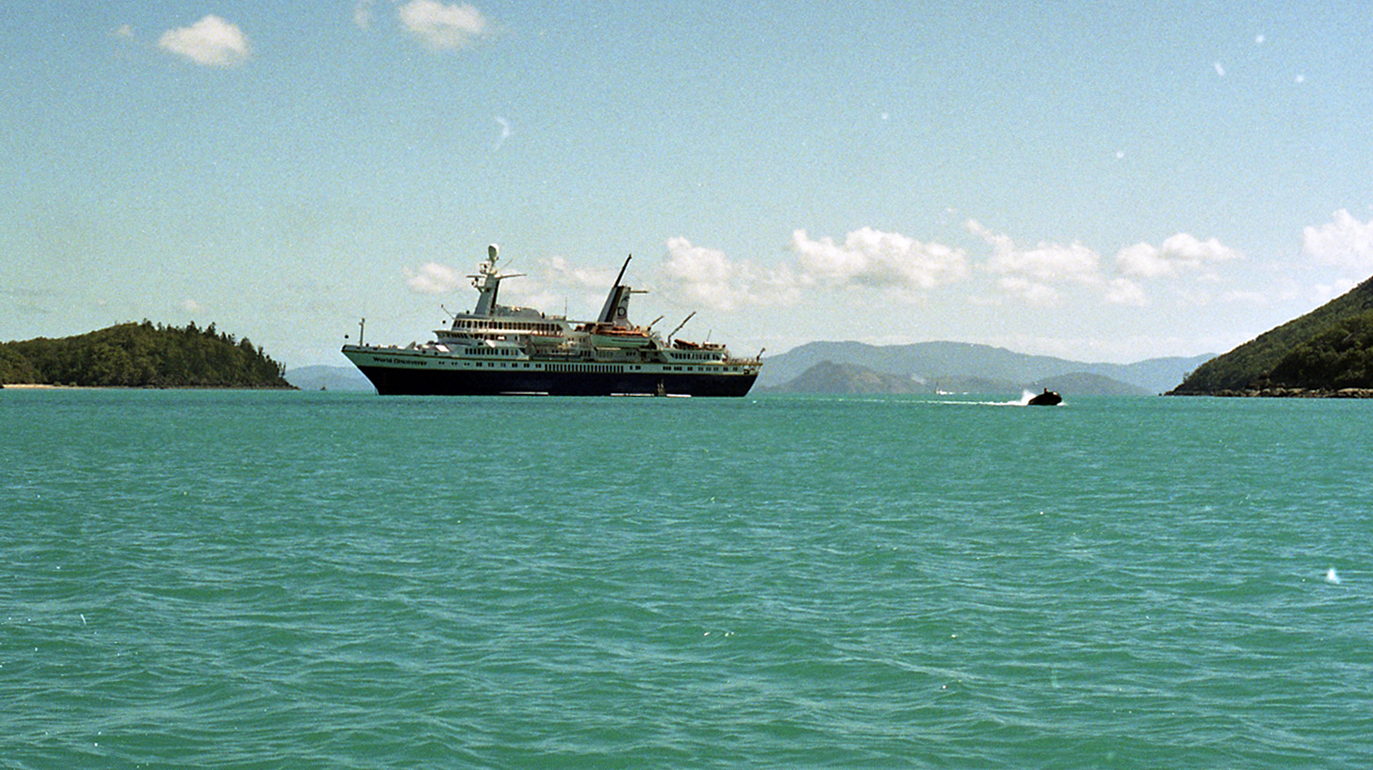
«World Discoverer» у восточного побережья Австралии